# 글로비스배
글로비스배 세계신예선수권전은 일본기원이 주최하고 글로비스가 후원하는 바둑 기전이다. 16명이 출전하며, 4개조로 나눠 더블 일리미네이션 방식으로 8강 진출자를 선발한 후 토너먼트로 최종 우승자를 가린다.

## 참가 자격
- 만 20세 이하의 프로기사만 참여
- 개최국 일본에서 6명, 한국과 중국에서 3명, 대만에서 1명, 유럽대표 1명, 북미대표 1명, 아시아ㆍ오세아니아 대표 1명씩을 선발한다.

## 상금
- 우승 300만엔(円)
- 준우승 50만엔
- 3위 20만엔

## 대국규정
- 제한시간 1수 30초, 도중 고려시간 1분 10회의 TV바둑아시아선수권 방식으로 열린다.
- 덤 6.5

## 역대 우승자
| 년도 | 회차 | 우승             | 전적 | 준우승               |
| ---- | ---- | ---------------- | ---- | -------------------- |
| 2014 | 1    | 이치리키 료 七단 | 1-0  | 쉬자위안 二단        |
| 2015 | 2    | 황윈쑹 四단      | 1-0  | 나현 六단            |
| 2016 | 3    | 리친청 初단      | 1-0  | 쉬자위안 三단        |
| 2017 | 4    | 신진서 七단      | 1-0  | 변상일 五단          |
| 2018 | 5    | 쉬자양 六단      | 1-0  | 신민준 七단          |
| 2019 | 6    | 신민준 九단      | 1-0  | 왕쩌진 六단          |
| 2020 | 7    | 문민종 二단      | 1-0  | 리웨이칭 八단        |
| 2021 | 8    | 왕싱하오 六단    | 1-0  | 투샤오위 六단        |
| 2022 | 9    | 왕싱하오 七단    | 1-0  | 후쿠오카 고타로 三단 |
| 2023 | 10   | 한우진 七단      | 1-0  | 왕싱하오 八단        |